# Panowie FP
Panowie FP – album, przedstawiający program kabaretowy z piosenkami wykonywanymi przez Piotra Fronczewskiego i Jana Pietrzaka, którym towarzyszył zespół muzyczny pod kierownictwem Włodzimierza Korcza i Danuty Gawrych. Płyta została wydana przez Savitor (SVT 023) w 1985 r.

## Lista utworów
Strona A
| 1. | "Powitanie w kabarecie" wyk. Jan Pietrzak                                                    | 4:00  |
|    |                                                                                              |       |
| 2. | "Panowie FP" wyk. Jan Pietrzak, Piotr Fronczewski (muz. Jacek Skubikowski, sł. Jan Pietrzak) | 2:30  |
|    |                                                                                              |       |
| 3. | "Gdzie mieszkasz?" wyk. Jan Pietrzak, Piotr Fronczewski (Krzysztof Jaroszyński)              | 4:25  |
|    |                                                                                              |       |
| 4. | "Chłopcy z mojej ulicy" wyk. Piotr Fronczewski (muz. Włodzimierz Korcz, sł. Adam Kreczmar)   | 3:00  |
|    |                                                                                              |       |
| 5. | "Będą pytać" wyk. Jan Pietrzak, Piotr Fronczewski (Jan Pietrzak)                             | 3:40  |
|    |                                                                                              |       |
| 6. | "Hi, hi, hi..." wyk. Piotr Fronczewski (muz. Włodzimierz Korcz, sł. Andrzej Jarecki)         | 3:30  |
|    |                                                                                              |       |
|    |                                                                                              | 21:05 |
|    |                                                                                              |       |
Strona B
| 1. | "A więc jednak!" wyk. Jan Pietrzak, Piotr Fronczewski                             | 4:30  |
|    |                                                                                   |       |
| 2. | "Może zaczniemy od początku" wyk. Jan Pietrzak (Jan Pietrzak, sł. Adam Kreczmar)  | 2:15  |
|    |                                                                                   |       |
| 3. | "Nowa reglamentacja" wyk. Jan Pietrzak, Piotr Fronczewski (Krzysztof Jaroszyński) | 5:00  |
|    |                                                                                   |       |
| 4. | "Butiki" wyk. Jan Pietrzak (muz. Włodzimierz Korcz, sł. Jan Pietrzak)             | 3:30  |
|    |                                                                                   |       |
| 5. | "Nie ten moment" wyk. Jan Pietrzak (Jan Pietrzak)                                 | 2:00  |
|    |                                                                                   |       |
| 6. | "Zakończenie programu" wyk. Jan Pietrzak                                          | 1:40  |
|    |                                                                                   |       |
|    |                                                                                   | 18:55 |
|    |                                                                                   |       |

## Informacje uzupełniające
- Realizacja nagrań – Wojciech Przybylski, Jarosław Regulski
- Projekt graficzny – Andrzej Pągowski
- Łączny czas nagrań – 38:20